# Zoubida Bouazoug
Zoubida Bouazoug, née le 25 janvier 1976, est une judokate handisport algérienne.
Elle est médaillée de bronze dans la catégorie des plus de 70 kg aux Jeux paralympiques d'été de 2008 à Pékin et aux Jeux paralympiques d'été de 2012 à Londres.